# Julio Herranz
Julio Herranz Benito (Ceclavin, Cáceres 1948) es un poeta, escritor, y periodista español.

## Trayectoria
Nació en Ceclavin, provincia de Cáceres; pero siempre se sintió de Rota. Está radicado en Ibiza desde 1974, en la que es un referente en los entornos culturales de la isla mediterránea.
Periodísticamente, inició su andadura en 1983 en Radio Diario de Ibiza; y en 1992 comenzó a colaborar con la televisión local Canal Mediterráneo, donde fue el presentador del programa de cultura "Ágora", actividad que realizó hasta el año 1997. También ha colaborado en diversos medios de prensa escrita, como el Diario de Ibiza durante la década de los 80. Ya en los años noventa, y hasta su jubilación, desempeñó su actividad profesional como redactor jefe de cultura, del periódico Última Hora Ibiza y Formentera.
Ha compaginado su labor periodística, con la de escritor; principalmente en el género de la poesía. También ha cultivado el subgénero del aforismo.
Ha publicado poemas en antologías nacionales e internacionales; y es autor de una nutrida lista de libros de poesía. También ha publicado la obra de aforismos: "Con alas y a lo corto", con la que ganó el I Premio de Aforismos Rafael Pérez Estrada de (2016).
En 2019, después de una larga trayectoria en poesía, dio el salto al género de la novela, con su obra: "Alice Carroll y Peter Pan venden piso en Ibiza". No obstante, la poesía sigue viva, ya que se trata de una novela lírica.
Más anecdóticamente; ha ejercido como guionista y actor, colaborando en los cortometrajes "Les chiens d´Eivissa", dirigido por Samuel Fort en 1992, "El alumno", dirigido por Fernando Monge en 1995, y en un episodio de la serie "Aiguallums" del cineasta ibicenco Enrique Villalonga (2015).

## Obras
Poesía
- Armas de sueño y cuerpo (Rota, 1979) Pandero, Revista de Poesía, Rota. Impresor: Gráficas Castillo.

- Del ángel y su estirpe (Granada, 1981) Colección Sirene - Autor-Editor 55 - 84-300-6142-8 ; 978-84-300-6142-6

- Memoria de la luz (1989) Caja General de Ahorros de Granada - 84-505-8802-2 ; 978-84-505-8802-6

- La mirada perdida (Cádiz, 1991) Fundación Unicaja - 84-606-0442-X ; 978-84-606-0442-6

- Conventus in Mare Nostrum (Alemania, 1993) Edición no venal elaborada con la colaboración del pintor alemán Eduard Micus

- ¡Oh, Cuba!, ¡oh, ritmo de semillas secas! (1998) - (Con Toni Roca) Consejo Insular de Ibiza y Formentera - 84-88018-31-2 ; 978-84-88018-31-1

- Un paisatge de pell que resumeix la vida : fotografías de Frédéric Barzilay (1999) Caixa de Balears "Sa Nostra" - 84-89632-66-9 ; 978-84-89632-66-0

- Cartas de amor sin embargo (Ibiza, 1998) Res Publica Edicions, S.L. - 84-89810-10-9 ; 978-84-89810-10-5

- Poemas (1991) Servicio de Publicaciones de la Universidad de las Islas Baleares / Caixa de Balears "Sa Nostra" - 84-7632-434-0 ; 978-84-7632-434-9

- Entre Endimión y Sísifo (Ibiza, 2003) Edicions Can Sifre - 84-87312-57-8 ; 978-84-87312-57-1

- Suite aïllada (Ibiza, 2001) Res Publica Edicions, S.L. - 84-89810-38-9 ; 978-84-89810-38-9

- Desvarío (2005) - Fotografías de Germán G. Lama Consejo Insular de Ibiza y Formentera - Fundación "Sa Nostra" - Última Hora Ibiza y Formentera

- El ángel yuxtapuesto (2005) Plaza & Janés Editores, S.A. - 84-01-37917-2 ; 978-84-01-37917-8

- Los años resistentes (2017) Finis Africae (Tracalics S.L.) - ISBN 13: 978-84-944622-2-1

Novela
- Alice Carroll y Peter Pan venden piso en Ibiza (2019)[1] Escandell Tur, Neus - ISBN 13: 978-84-09-15236-0

Aforismos
- Con alas y a lo corto (2016) Fundación Rafael Pérez Estrada.

## Reconocimientos
- Premio Nacional de Poesía Rafael Alberti (Cádiz, 1991), con la obra: "La mirada perdida".

- Premio Ciudad de Jaén (1989), con la obra: "Memoria de la luz".

- Premio Ciudad de Torrevieja (2004), con la obra: "El ángel yuxtapuesto".[2]

- I Premio de Aforismos de la Fundación Rafael Pérez Estrada (2016), con la obra: "Con alas y a lo corto".[3]